# Brand (Gemeinde Brand-Laaben)
Brand ist eine Ortschaft und Katastralgemeinde in der Gemeinde Brand-Laaben, Niederösterreich. Die Ortschaft hat 111 Einwohner (Stand 1. Jänner 2024).

## Geografie
Das Dorf Brand liegt einen Kilometer westlich von Laaben an der Landesstraße L110. Zur Katastralgemeinde gehört auch der Weiler Brambach.

## Geschichte
Im Jahr 1822 wurde der Ort als Dorf mit 35 zerstreuten genannt, das über eine Pfarre und eine Schule verfügte. Die Herrschaft Neulengbach besaß die Ortsobrigkeit, übte die Landgerichtsbarkeit aus und die Herrschaft Stollberg besorgte die Konskription. Die Untertanen und Grundholde des Ortes gehörten den Herrschaften St. Pölten, Auersberg, Walpersdorf, Neulengbach und Totzenbach. Der Franziszeische Kataster von 1821 zeigt Brand als Haufendorf mit einigen Gebäuden.
Laut Adressbuch von Österreich waren im Jahr 1938 in Brand zwei Gastwirte, zwei Schuster und einige Landwirte ansässig.

## Kultur und Sehenswürdigkeiten
- Katholische Pfarrkirche Brand-Laaben hl. Johannes der Täufer